# 가마도역
가마도역(일본어: 釜戸駅)은 일본 기후현 미즈나미시에 있는 도카이 여객철도 주오 본선의 역이다.

## 역 구조 및 승강장
단선 승강장 1면 1선과 섬식 승강장 1면 2선을 가진 지상역. 1 · 3번선이 본선, 2번선이 부본선으로 되어 있다. 2010년 3월 개정 운행 시간표의 시점에는, 심야의 상행 보통열차 1개가 특급 통과를 대기하기 때문에 2번선을 사용한다. 이 외에도 몇 개의 측선이 설치되어 있었다.
다지미역 관리의 간이위탁역. 역사는 구내 동쪽, 단선 승강장(1번선)에 인접해서 놓이고 있다.
| 1 | ■ 주오 본선 | 상행 | 다지미 · 나고야 방면     |             |
| 2 | ■ 주오 본선 | 상행 | 다지미 · 나고야 방면     | 특급 열차만 |
| 3 | ■ 주오 본선 | 하행 | 나카쓰가와 · 나가노 방면 |             |

예전에는, 역 구내 북쪽에 스미토모 시멘트 가마도 서비스 스테이션이 있어, 시설로의 전용선이 부설되어 있었다. 또한, 나고야 방면 부터는, 이 역 정지의 보통열차도 설정되어 있던 시기가 있다.

## 역 주변
- 가마도 온천
- 미즈나미 시청 가마도 커뮤니티 센터
- 국도 제19호선
- 미즈나미 시 커뮤니티 버스

## 역사
- 1902년 12월 21일 : 관설 철도 다지미 - 나카쓰가와 간 개통과 동시에 개업. 일반역.
- 1909년 10월 12일 : 선로 명칭 제정. 주오 사이선의 소속이 된다.
- 1911년 5월 1일 : 선로 명칭 개정. 이 역을 포함한 주오 사이선이 주오 본선에 편입된다.
- 1973년 10월 1일 : 전용선 발착을 제외해 화물의 취급을 폐지.
- 1984년
  - 1월 10일 : 화물의 취급을 모두 폐지.
  - 2월 1일 : 하물의 취급을 모두 폐지.
- 1987년 4월 1일 : 일본국유철도 분할 민영화에 의해, 도카이 여객철도의 역이 된다.
- 2006년 11월 25일 : TOICA 도입.

## 인접 역
| 도카이 여객철도 주오 본선         | 도카이 여객철도 주오 본선     | 도카이 여객철도 주오 본선   |
| --------------------------------- | ----------------------------- | --------------------------- |
| 다케나미 나카쓰가와 · 나가노 방면 | ■ 센트럴 라이너 ■ 쾌속 ■ 보통 | 미즈나미 다지미·나고야 방면 |